# Tagg Flats
Tagg Flats è un census-designated place (CDP) degli Stati Uniti d'America, situato nello stato dell'Oklahoma, nella contea di Delaware.